# Taenia
Taenia Linnaeus, 1758 (do grego: ταίνια, fita ou cinto) é um gênero de platelmintes parasitas que inclui as espécies causadoras da teníase e da cisticercose humana e diversas afecções em animais. Estão validamente descritas mais de 100 espécies, com corpo fino e alongado, em forma de fita, formado por uma cabeça dotada de ganchos (escólex) e segmentos (proglotídes) destacáveis.

## Descrição
As espécies do gênero possuem um tegumento que reveste a superfície externa do corpo. Esse provê proteção e, por difusão, é responsável pelas trocas entre o corpo e o ambiente. Pelo tegumento excretas nitrogenadas são expelidas e nutrientes são trazidos para dentro do corpo. Assim como o intestino humano, o tegumento das tênias apresenta invaginações na parede, denominadas microtríquios, que proporcionam maior superfície de absorção.   
Devido a condição parasitária, as tênias são possuem morfologicamente estruturas complexas para locomoção. Geralmente se encontram fixas no intestino pelos acetábulos dispostos no escólex.
A alimentação dessas espécies consiste de tecidos e fluidos corporais de seus hospedeiros; matéria orgânica pode ser absorvida pelo tegumento (pinocitose) ou consumida pelo sistema digestivo (boca).
A ausência de estruturas responsáveis por trocas gasosas e circulação interna são fatores limitantes para o tamanho desses animais.
As tênias apresentam protonefrídios do tipo células-flamas que permitem que a osmorregulação ocorra eficientemente. 
O sistema nervoso consiste em um anel-nervoso anterior e cordões nervosos longitudinais que se estendem por todo o individuo. Cada proglótide apresenta gânglios nervosos e comissuras transversais que se conectam com os nervos longitudinais. Como condição derivada do endo-parasitismo, ou vice-versa, esses animais não apresentam órgãos sensitivos complexos. Não obstante, apresentam receptores táteis no escólex. 
São criaturas hermafroditas (monóicos) e realizam fertilização cruzada ou reprodução assexual. Cada uma das proglótides repete o sistema morfológico sexual existente. O sistema masculino consiste de túbulos seminais e um cirro, que atua como um pênis. O sistema feminino apresenta ovários, útero e túbulos que se estendem da abertura genital. Geralmente as proglótides fertilizadas são as terminais. Após a fecundação, as proglótides se soltam e saem nas fezes do hospedeiro difundindo a espécie. A reprodução assexual consiste na auto-fecundação. 

## Taxonomia
O gênero Taenia inclui, entre outras, as seguintes espécies:
- Taenia cervi
- Taenia crassiceps
- Taenia hydatigena
- Taenia krabbei
- Taenia multiceps
- Taenia mustelae
- Taenia ovis
- Taenia pisiformis
- Taenia saginata
- Taenia serialis
- Taenia solium
- Taenia tenuicollis